# Piper Laurie
Piper Laurie (nacida como Rosetta Jacobs; Detroit, Míchigan, 22 de enero de 1932-Los Ángeles, California, 14 de octubre de 2023) fue una actriz estadounidense.

## Biografía y carrera
Su padre era un inmigrante polaco que se dedicaba a la venta de muebles. Su madre era una estadounidense de origen ruso. Cuando tuvo seis años, la familia se trasladó a Los Ángeles. Laurie era una niña atractiva, con una llamativa cabellera rojiza, pero era muy tímida. Por ello, sus padres la enviaron a clases de dicción. Con el tiempo fue también a clases de interpretación en una escuela local de actuación.
Cuando Laurie había cumplido 17 años, los Estudios Universal se fijaron en ella y firmaron un contrato. Con tal motivo adoptó Piper Laurie como nombre artístico. En 1950, fue seleccionada para su primera película, Louisa, en la que coincidió con Ronald Reagan, con el que estableció una buena amistad. Poco después actuó en su segunda película, esta vez con Tony Curtis, actor con el que haría más adelante varias películas más. Laurie hizo seguidamente otros filmes para la Universal. No obstante, el estudio la encasillaba en el papel de joven atractiva, ingenua y con poca cabeza, y no le ofrecían papeles en los que pudiese demostrar sus dotes interpretativas. Aunque con una paga semanal de dos mil dólares Laurie estaba muy bien retribuida, finalmente se cansó y comunicó a su agente que abandonaba su trabajo en la Universal, sin importarle las consecuencias. Finalmente Laurie pudo marcharse sin mayores inconvenientes y se trasladó a Nueva York para reiniciar sus estudios de interpretación. Al mismo tiempo actuó en programas de televisión en directo.
En 1952, y por ser el icono de la belleza de entonces, coronó en la primera versión del concurso de belleza Miss Universo a la ganadora, la finlandesa Armi Kuusela.
En 1957, recibió una oferta interesante para una película, lo que la llevó nuevamente al cine. Su verdadera oportunidad surgió en 1961, cuando interpretó a la amiga inválida de Paul Newman en el clásico The Hustler. Fue nominada al Óscar como mejor actriz de reparto. En esa época Laurie se casó y cuando no recibía ofertas interesantes se retiraba a su casa de Woodstock, cerca de Nueva York, donde se dedicaba a las tareas domésticas y a su hija.
En 1965, protagonizó una reposición en Broadway de The Glass Menagerie de Tennessee Williams, junto a Maureen Stapleton, Pat Hingle y George Grizzard.
También comenzó a acordarse de sus tiempos en televisión y fue aceptando a lo largo de las siguientes décadas un número creciente de papeles en películas y miniseries de televisión, hasta el extremo de que en su carrera habrá aparecido en tantas producciones para el cine como para la televisión.
En 1976, aceptó un papel en la película Carrie, protagonizada por Sissy Spacek. Ella encarnó la madre religiosa y excéntrica de una joven tímida y con problemas psíquicos. Por su interpretación obtuvo su segunda nominación al Oscar como mejor actriz de reparto. Su tercera nominación la consiguió en 1986 por su papel de madre de la joven sordomuda en Hijos de un dios menor. El mismo año ganó un Emmy por su interpretación en la película de televisión Promise, con James Garner.
Laurie se divorció en 1981 y no se volvió a casar. Se trasladó con su hija al sur de California.
En 1990, interpretó a Catherine Martell en Twin Peaks.

### Muerte
El 14 de octubre de 2023, Laurie falleció en Los Ángeles a los 91 años de edad.

## Filmografía
- The Milkman (1950)
- Louisa (1950)
- The Prince Who Was a Thief (1951)
- La mula Francis en las carreras (1951)
- Son of Ali Baba (1952)
- Has Anybody Seen My Gal? (1952)
- No Room for the Groom (1952)
- The Golden Blade (1953)
- The Mississippi Gambler (1953)
- Dawn at Socorro (1954)
- Johnny Dark (1954)
- Dangerous Mission (1954)
- Ain't Misbehavin' (1955)
- Smoke Signal (1955)
- Until They Sail (1957)
- Kelly and Me (1957)
- The Hustler (1961)
- Carrie (1976)
- Ruby (1977)
- Tim (1979)
- Return to Oz (1985)
- Children of a Lesser God (1986)
- Distortions (1987)
- Tiger Warsaw (1988)
- Cita con la muerte (1988)
- Mother, Mother (1989)
- Dream a Little Dream (1989)
- Rising Son (1990)
- Twin Peaks (1990)
- Other People's Money (1991)
- Storyville (1992)
- Wrestling Ernest Hemingway (1993)
- Trauma (1993)
- Rich in Love (1993)
- Cruzando la oscuridad (1995)
- El arpa de hierba (1995)
- St. Patrick's Day (1997)
- The Faculty (1998)
- The Mao Game (1999)
- Palmer's Pick Up (1999)
- Hesher (2010)

## Premios y distinciones
Premios Óscar
| Año  | Categoría                          | Película               | Resultado |
| ---- | ---------------------------------- | ---------------------- | --------- |
| 1962 | Oscar a la mejor actriz            | The Hustler            | Nominada  |
| 1977 | Oscar a la mejor actriz de reparto | Carrie                 | Nominada  |
| 1987 | Oscar a la mejor actriz de reparto | Hijos de un dios menor | Nominada  |